# پوشویتس
پوشویتس (به آلمانی: Puschwitz) یک شهر در آلمان است که در باوتسن واقع شده‌است. پوشویتس ۹۷۳ نفر جمعیت دارد.